# 十勝三股カルデラ

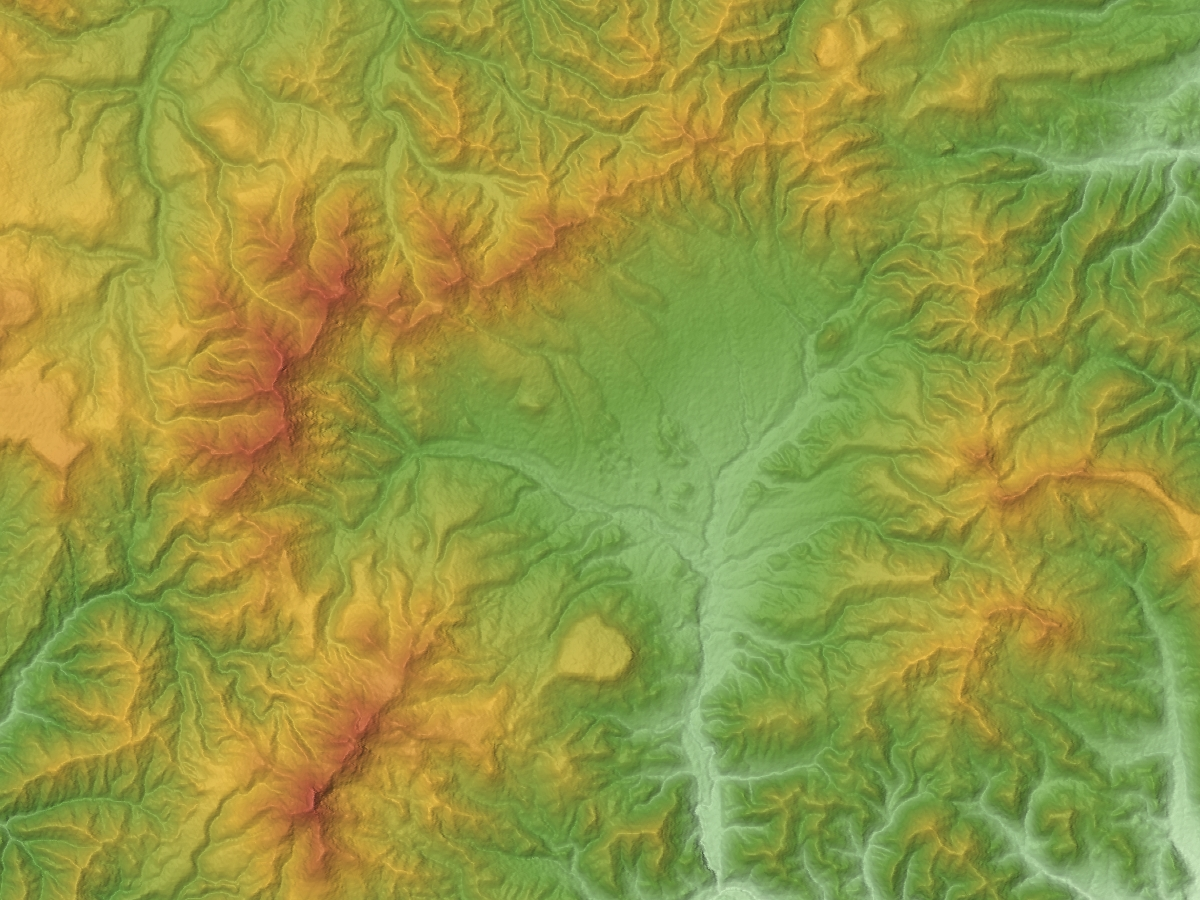
十勝三股カルデラ

十勝三股カルデラ（とかちみつまたカルデラ）は、北海道大雪山国立公園内の石狩山地にある幅8キロメートルのカルデラ。北は石狩山地、南西はニペソツ・丸山火山群に接している。
約100万年前に総噴出量130 km3以上の大規模珪長質噴火によって形成された。